# اوانزویل (ایندیانا)
اوانزویل، ایندیانا (به انگلیسی: Evansville, Indiana) یک شهر در ایالات متحده آمریکا با جمعیت ۱۱۷٬۴۲۹ نفر است که در ایندیانا واقع شده‌است.

## نگارخانه

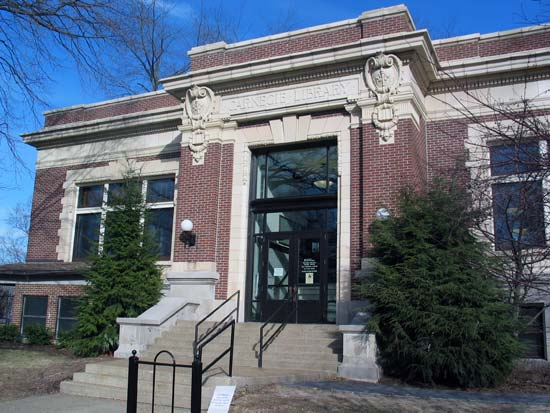
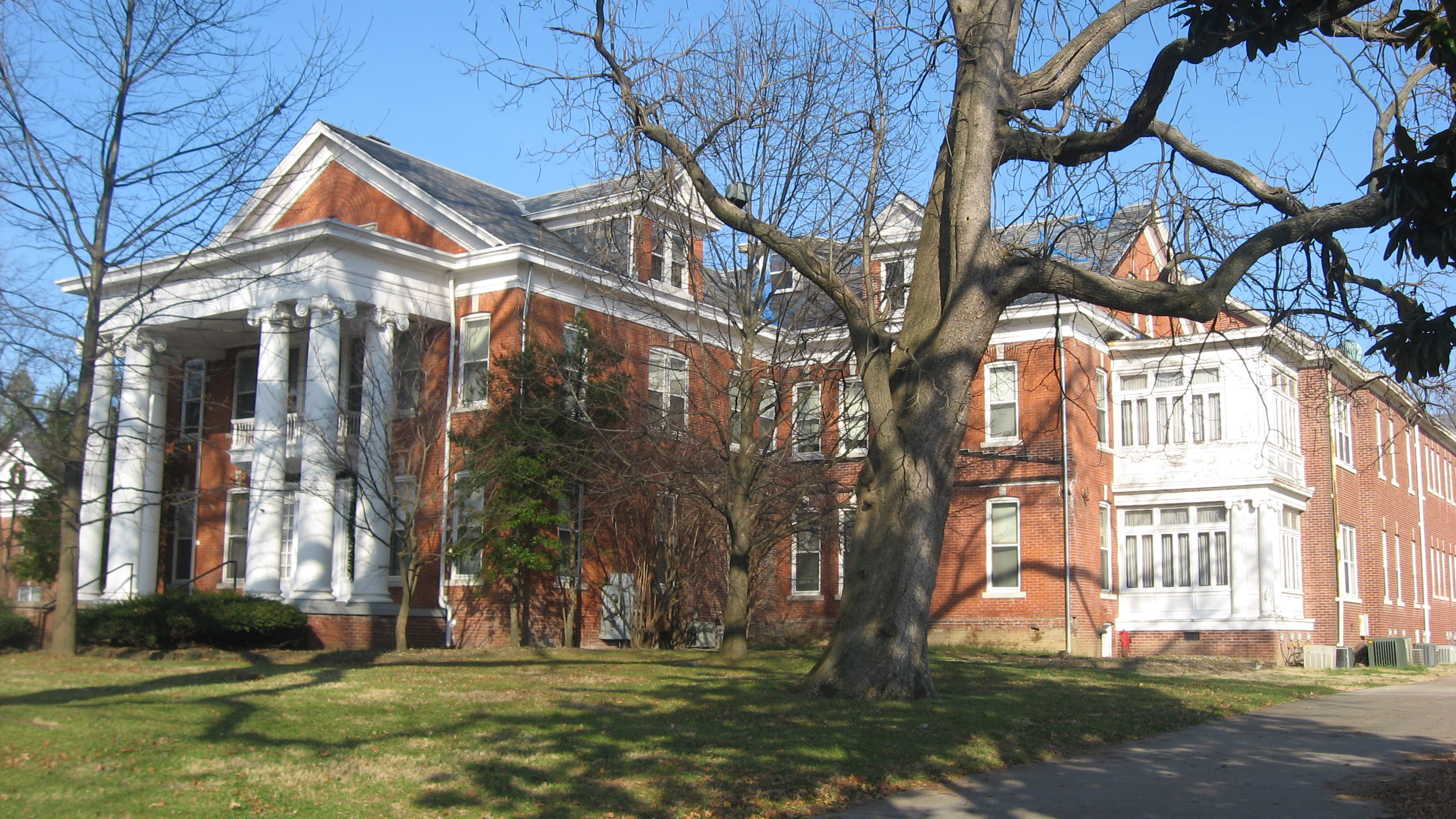
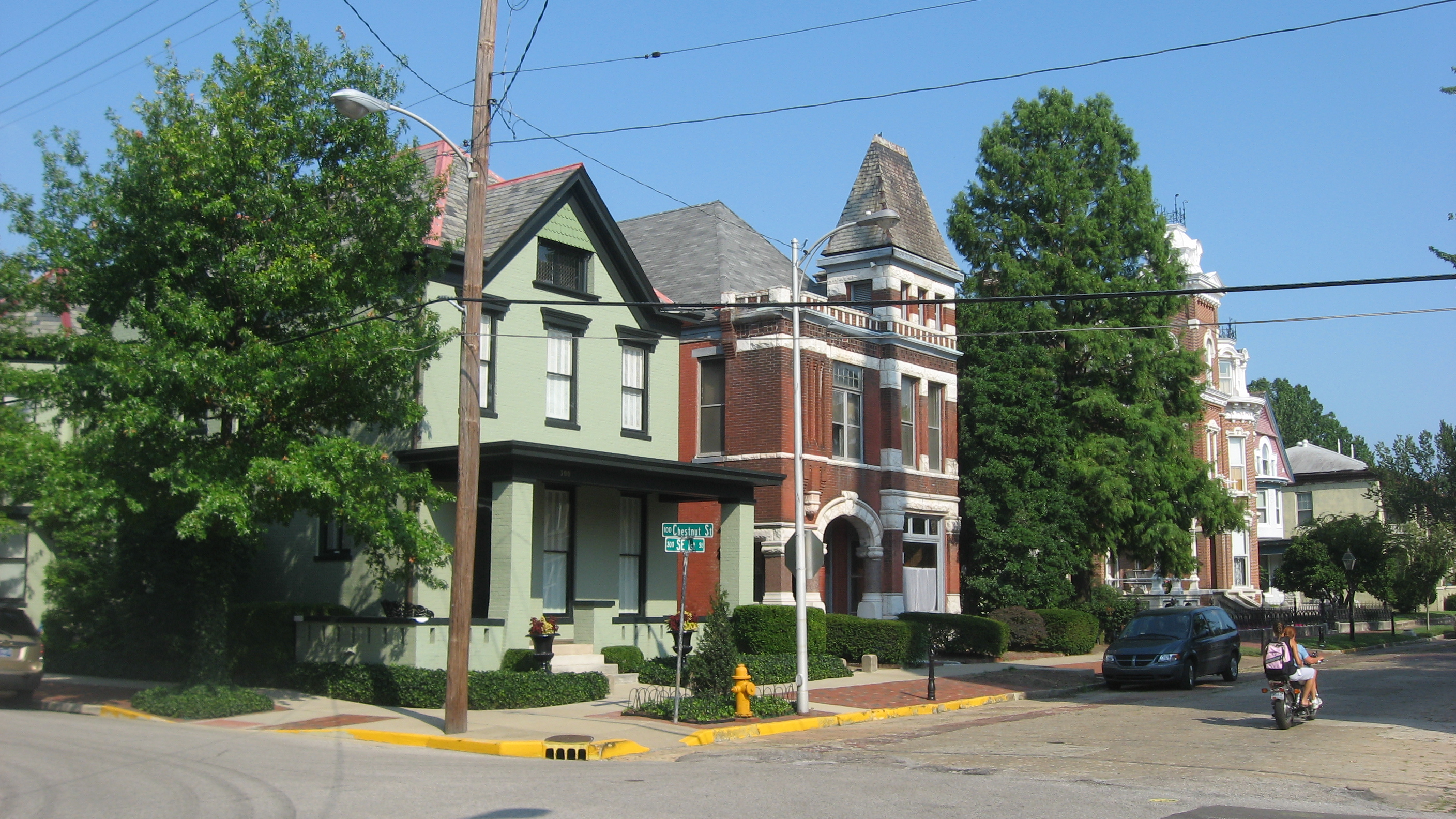
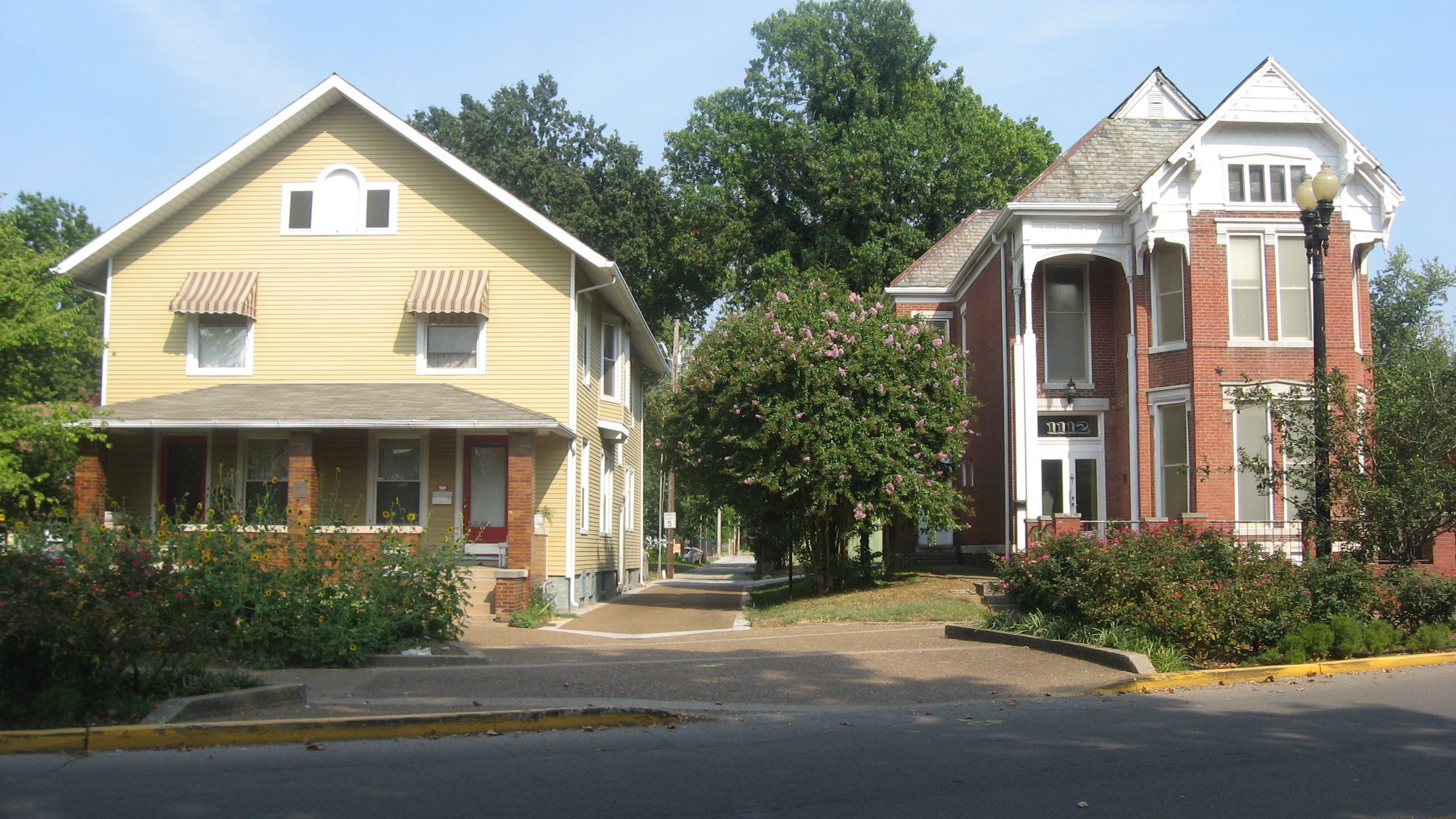